# Florence, South Carolina

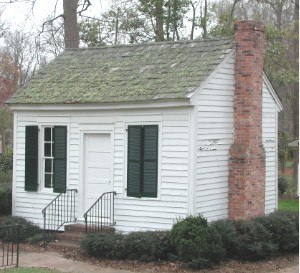
Henry Timrods skola i Florence

Florence är en stad i den amerikanska delstaten South Carolina och administrativ huvudstad för Florence County. Staden, som är den största i countyt, har cirka 30 900 invånare (2005) och cirka 20 % av befolkningen lever under fattigdomsgränsen. I staden möts det två interstatevägarna I-95 & I-20. Den ligger ungefär mitt emellan New York och Miami. I näringslivet domineras staden av biomedicin och finansverksamhet, för vilket den också är centrum i östra Carolina (både North och South Carolina).